# Patrice Lefebvre
Patrice Lefebvre (Montréal, 28 giugno 1967) è un allenatore di hockey su ghiaccio ed ex hockeista su ghiaccio canadese naturalizzato italiano.
Da giocatore fu un'ala sinistra. Giocò in numerosi campionati nordamericani ed europei.

## Carriera

### Giocatore
Lefebvre fece la trafila delle giovanili nel suo paese, dapprima in QAAA coi Montreal-Concordia (1983-84), dalla stagione successiva e per quattro stagioni in QMJHL con gli Shawinigan Cataractes (206 le reti segnate, con tre nomination nell'All Stars Team).
Non entrando nel draft e non ottenendo nessun contratto in NHL, nel 1988 arrivò per la prima volta in Europa, ingaggiato dai francesi del Paris Français Volants. A Parigi venne notato ed ingaggiato dagli svizzeri del HC Ajoie, allora in Nationalliga A. Chiuse la stagione con 46 punti (23+23) in 32 gare.
Dopo alcuni incontri in Nationalliga B con Langnau, Lefebvre ritornò in Nord America, dove giocò nella sola stagione 1990-91 con altre tre squadre in tre diverse serie. Tornò dunque in Svizzera dove si divise tra il Kloten (Nationalliga A) e il Sierre (Nationalliga B). Nella stagione 1992-93 si trasferì in Gran Bretagna per una stagione, prima di tornare ancora una volta in Nord America.
Nel 1993 fu infatti messo sotto contratto dalla squadra IHL dei Las Vegas Thunder, con cui rimase per cinque stagioni e mezzo (pressoché tutta l'esistenza della franchigia, nata nel 1993 e scomparsa nel 1999), e con cui raggiunse i migliori risultati a livello personale: tre volte oltre i 100 punti in una stagione (1993-94, 1995-96 e 1997-98), il Leo P. Lamoureux Memorial Trophy come miglior marcatore e il James Gatschene Memorial Trophy come miglior giocatore nella stagione 1997-98. Non riuscì mai però ad aggiudicarsi il titolo.
Il 18 dicembre 1998 fu messo sotto contratto dalla squadra NHL dei Washington Capitals, con cui esordì a 31 anni. Collezionò solo 3 presenze, e fu poi girato ai Long Beach Ice Dogs (ancora in IHL).
Al termine di quella stagione Lefebvre ritornò nuovamente - e definitivamente - in Europa. Per due stagioni giocò in Germania, nella Deutsche Eishockey Liga: nel 1999-00 con gli Adler Mannheim (eliminati ai quarti), nel 2000-01 con i Frankfurt Lions (che non riuscirono a qualificarsi per i play-off).
Nel 2001 fu messo sotto contratto dall'HCJ Milano Vipers. In Italia rimase 3 stagioni, vincendo 3 scudetti (2001-02, 2002-03 e 2003-04), una coppa Italia (2002) e due supercoppe italiane (2001 e 2002).
Fu poi la volta del campionato danese, col Rødovre Mighty Bulls, per una sola stagione. Nel 2005-06 tornò di nuovo in Svizzera (Nationalliga B), col EHC Biel di Bienne, per poi passare dopo una sola stagione al Lausanne HC.
Sposatosi nel 2004 con un'italiana, ottenne la cittadinanza. Fu convocato per i Mondiali 2007 nella squadra azzurra, e nella stagione successiva ritornò in serie A, tra le file dello SG Pontebba, di cui divenne subito capitano. A gennaio del 2008 si trasferì a Milano, nuovamente nelle file dell'HCJ Milano Vipers, per motivi personali. Dopo lo scioglimento della squadra meneghina, nel luglio 2008 Lefebvre fu ingaggiato dall'Hockey Club Valpellice di Torre Pellice, squadra che militava in serie A2.

### Allenatore
Al termine della stagione annunciò il ritiro, per dedicarsi all'attività di allenatore. Divenne l'allenatore in seconda di Marc-André Dumont al Val-d’Or Foreurs, in QMJHL.
Impegni familiari lo costrinsero a tornare in Italia già nel dicembre del 2009, e nel successivo mese di gennaio accettò l'offerta del Real Torino HC (Serie A2) per tornare, ad oltre 42 anni, all'hockey giocato. Per la stagione 2010-2011 venne ingaggiato dall'HC Como come allenatore della prima squadra, militante in serie C Under26, e delle giovanili. In ottobre, tuttavia, firmò come capo allenatore della squadra femminile dell'HC Lugano
Dopo due stagioni tornò ad allenare squadre maschili, sempre in Svizzera, dove fu assunto come assistant coach della prima squadra ed allenatore delle giovanili dell'HC Sierre. Nel successivo mese di febbraio 2013 lasciò il Sierre per andare a ricoprire lo stesso ruolo all'Eis-Hockey-Club Olten, dove fu poi confermato anche per la stagione successiva.
Nel luglio del 2014 tornò in Italia diventando il nuovo allenatore dell'HC Eppan-Appiano riuscendo a portare, per la prima volta nella sua storia, la squadra altoatesina ai playoff scudetto. Dopo un anno si trasferì all'Asiago Hockey campione d'Italia in carica (squadra affrontata proprio dall'Appiano ai quarti di finale l'anno precedente) sostituendo John Parco. Dopo una sola stagione lasciò la squadra, sostituito da Tom Barrasso.
Lefebvre rimase senza squadra fino al successivo mese di ottobre, quando subentrò ad Uli Egen sulla panchina dell'Hockey Club Gherdëina. A fine stagione gli venne preferito il canadese Lee Gilbert, ma gli scarsi risultati ottenuti e le precarie condizioni di salute del nuovo allenatore convinsero la società a riportare Lefebvre in panchina già dal successivo 6 ottobre.
Già prima del termine della stagione i gardenesi prolungarono il contratto di Lefebvre fino al termine della stagione 2018-2019. Il 26 gennaio 2019, tuttavia, dopo una serie di sconfitte, Lefebvre venne sollevato dall'incarico, sostituito dal responsabile del settore giovanile, il finlandese Timo Keppo.
Nel giugno successivo venne annunciato come nuovo allenatore del Pergine, squadra di seconda serie italiana. Poco più di un mese più tardi, tuttavia, fece valere la clausola contrattuale secondo la quale si sarebbe automaticamente liberato in caso di offerte provenienti da squadre di Alps Hockey League, accasandosi al VEU Feldkirch.

## Palmarès

### Giocatore

#### Club
- Campionato francese: 1

Français Volants de Paris: 1988-1989
- Campionato italiano: 3

Milano Vipers: 2001-2002, 2002-2003, 2003-2004
- Coppa Italia: 1

Milano Vipers: 2002-2003
- Supercoppa italiana: 2

Milano Vipers: 2001, 2002

#### Individuale
- Quebec Major Junior Hockey League:

First All-Star Team: 1986-1987, 1987-1988
Second All-Star Team: 1985-1986
Jean Beliveau Trophy: 1987-1988 (200 punti)
- Canadian Hockey League:

Memorial Cup All-Star Team: 1985
Top Scorer Award: 1987-1988
- International Hockey League:

First All-Star Team: 1997-1998
Leo P. Lamoureux Memorial Trophy: 1997-1998 (116 punti)
James Gatschene Memorial Trophy: 1997-1998
- Campionato italiano:

Capocannoniere: 2002-2003 (86 punti)